# Zhang Jianing
Zhang Jianing (en chino simplificado= 张佳宁) también conocida artísticamente como Karlina Zhang, es una actriz china.

## Biografía
Se graduó de la Academia Central de Drama (Central Academy of Drama).
Su tío es el actor Zhang Xiaolong (张晓龙).
Ees buena amiga del actor chino Chen Xuedong
Comenzó una relación con el actor Ye Zuxin (叶祖新).

## Carrera
Es miembro de la agencia Mountain Top.
En agosto de 2017 se unió al elenco de la serie Xuan-Yuan Sword: Han Cloud donde dio vida a Hengai, una de los cuatro inmortales que evolucionó de un instrumento musical (Sheng), es una persona fría, distante y misteriosa debido a su identidad.
A finales del mismo año se unió al elenco de la serie Tribes and Empires: Storm of Prophecy donde interpretó a Muyun Yanshuang, una joven guerrera extremadamente competitiva que está ansiosa por superar a cada hombre en su propio juego y que admira a Muyun Han (Li Zifeng).
En 2018 se unió al elenco recurrente de la serie Ruyi's Royal Love in the Palace donde dio vida a Barin Meiruo quien se convierte en la Consorte Ying, una joven mujer con espíritu que se hace muy buena amiga de Ula-Nara Ruyi (Zhou Xun).
El 29 de octubre del mismo año se unió al elenco principal de la serie Tang Dynasty Tour donde interpretó a la joven guerrera Li Anlan, una princesa de la dinastía Tang que se parece a la novia del joven arqueólogo Yun Buqi (Wang Tianchen) en los tiempos modernos, hasta el final de la serie el 1 de noviembre del mismo año.
A finales del mismo año se unió al elenco de la serie The Story of Minglan donde dio vida a Sheng Rulan, la quinto hija de la famiñia Sheng y segunda hija de Sheng Hong (Liu Jun) y esposa de Wen Yanjing (Zhang Lu), una joven impetuosa, honesta, franca y valiente que luchará por el hombre que ama independientemente de su origen.
El 18 de agosto de 2020 se unió al elenco principal de la serie Love Yourself (también conocida como "Love in Shanghai") donde interpretó a Ding Ding, una aprendiz de administracióncuya relación con Yang Sirui (Wang Lixin) es superficial, hasta el final de la serie el 10 de septiembre del mismo año.

## Filmografía

### Series de televisión
| Año         | Título                                        | Personaje                      | Notas        |  |
| ----------- | --------------------------------------------- | ------------------------------ | ------------ |  |
| TBA         | Ode to Joy 3                                  | -                              | [ 11 ]       |  |
| TBA         | The Bond                                      | Chang Xingyu                   | (invitada)   |  |
| TBA         | So It's Teacher                               | Su Qi                          |              |  |
| TBA         | Zhaoge                                        | Qi Meng                        |              |  |
| 2022        | Shining For One Thing                         | Lin Beixing                    | 24 episodios |  |
| 2020        | Like A Flowing River 2                        | Ren Xia'er                     | (invitada)   |  |
| 2020        | The Penalty Zone                              | Su Ling                        | (invitada)   |  |
| 2020        | Dear Designer                                 | Shen Tiantian                  | 38 episodios |  |
| 2020        | Love Yourself (Love in Shanghai)              | Ding Ding                      | 36 episodios |  |
| 2020        | Burning                                       | Xu Jiatong                     |              |  |
| 2020        | Court Battle                                  | Fu Xiaorou                     | 40 episodios |  |
| 2019        | From Survivor to Healer                       | Madre de Ai Mi                 | (cameo)      |  |
| 2018        | The Story of Minglan                          | Sheng Rulan                    | [ 13 ]       |  |
| 2018        | Tang Dynasty Tour                             | Princesa Li Anlan              | 36 episodios |  |
| 2018        | Ruyi's Royal Love in the Palace               | Barin Meiruo, Consorte Ying    | 23 episodios |  |
| 2017 - 2018 | Tribes and Empires: Storm of Prophecy         | Muyun Yanshuang, Princesa Jing | 19 episodios |  |
| 2017        | Tiger Father Dog Son                          | Jia Hui (Chang Tianhui)        | 48 episodios |  |
| 2017        | Xuan-Yuan Sword: Han Cloud                    | Hengai / Sheng'er              |              |  |
| 2017        | 黄大年                                        | Tong Tong                      |              |  |
| 2017        | Police Story                                  | Zhang Yan                      |              |  |
| 2017        | Feather Flies To The Sky                      | Qiu Yan                        | 24 episodios |  |
| 2016        | Kung Fu Mother-in-Law                         | Ren Xiaoxuan                   | 42 episodios |  |
| 2015        | Hummingbird Attack                            | Li Yameng                      | 40 episodios |  |
| 2015        | 亲情暖我心                                    | Zhao Xiaoyu                    |              |  |
| 2015        | 邻居也疯狂                                    | Liu Jixiang                    |              |  |
| 2015        | 让爱，靠近一点                                | -                              | (microcine)  |  |
| 2015        | Two Families From Wenzhou (温州两家人)        | -                              |              |  |
| 2014        | The Young Doctor                              | Ai Xiaotian                    |              |  |
| 2014        | Angel's Smile                                 | Han Meng                       |              |  |
| 2014        | 谁解女人心                                    | Yuan Yuan                      |              |  |
| 2014        | Naked Marriage Afterwards                     | Miao Qingqing                  |              |  |
| 2014        | Left Hand Family Right Hand Love              | Lup Jiabao                     |              |  |
| 2013        | 渗透                                          | Bai Jia                        |              |  |
| 2013        | Let's Get Married                             | Zhang Yan                      | (cameo)      |  |
| 2012        | Destination of Love                           | Wu Anqi                        |              |  |
| 2012        | 哎呀妈妈                                      | Pei Youyou                     |              |  |
| 2012        | Family on the Go (Legend of Entrepreneurship) | Mu Hehe                        |              |  |
| 2012        | Father's Love                                 | Sheng Xiaoli                   |              |  |
| 2012        | Master Lin in Seoul                           | Yu Jianing                     |              |  |
| 2011        | Ant Race's Struggle                           | Song Chuchu                    |              |  |
| 2011        | The Love & Family                             | Nan Nan                        |              |  |
| 2011        | Black List                                    | Ding Xiang                     |              |  |
| 2011        | The Age of Iron                               | Yang Men'er                    |              |  |
| 2011        | Fight Till The End                            | Yu Xiu                         |              |  |
| 2011        | Fourth Army Female Soldiers                   | Tao Qimei                      |              |  |
| 2010        | A Beautiful Daughter-in-Law Era               | Pan Meili                      |              |  |
| 2009        | Auntie Duohe                                  | Chun Mei                       |              |  |
| 2009        | Chuan Guang Dong                              | Qiu Tao                        |              |  |
| 2008        | 咱们的派出所                                  | Xiu Xiu                        |              |  |

### Películas
| Año  | Título                         | Personaje   | Notas   |
| ---- | ------------------------------ | ----------- | ------- |
| 2020 | Love After Love                | Sui Sui     |         |
| 2015 | Let Love, Come a Little Closer | -           | (corto) |
| 2014 | The Struggle of 80's           | Xu Xiaoqiao |         |
| 2010 | Cha Xiang (茶香)               | Cha Xiang   |         |

### Programas de variedades
| Año  | Título                                   | Notas      |
| ---- | ---------------------------------------- | ---------- |
| 2020 | 阳光姐妹淘                               |            |
| 2020 | My Little One 2 (我家那闺女第二季)       | (ep. #5-6) |
| 2019 | The King of Comedy IV (跨界喜剧王第四季) |            |
| 2019 | Happy Camp                               | invitada   |

### Aparición en videos musicales
| Año  | Intérprete    | Canción    | Notas |
| ---- | ------------- | ---------- | ----- |
| 2008 | Anson Hu      | "信念"     |       |
| 2008 | Xu Fei (许飞) | "淡淡的歌" |       |

### Revistas / sesiones fotográficas
| Año  | Título           | Notas |
| ---- | ---------------- | ----- |
| 2021 | Our Street Style |       |
| 2020 | Rayli Magazine   |       |
| 2011 | 玩家惠           |       |

## Discografía
| Año  | Título                        | Álbum                  | Notas                                        |
| ---- | ----------------------------- | ---------------------- | -------------------------------------------- |
| 2020 | I Want Your Love (我要你的爱) | OST de "Love Yourself" | junto a Victoria Song, Celina Jade y Li Chun |

## Premios y nominaciones
| Año  | Categoría                          | Premio                          | Trabajo                               | Resultado |
| ---- | ---------------------------------- | ------------------------------- | ------------------------------------- | --------- |
| 2019 | Fashion Figure of the Year         | iFeng Fashion Choice Award      | -                                     | Ganó      |
| 2017 | Female Actor in a Television Drama | The Actors of China Award       | Tribes and Empires: Storm of Prophecy | Nominada  |
| 2015 | New Performer                      | Golden Phoenix Award            | The Struggle of 80's                  | Ganó      |
| 2013 | Best Newcomer                      | New Countryside TV Art Festival | Two Families From Wenzhou             | Ganó      |
| 2012 | Most Popular Actress               | Jiangsu Television Award        | Family on the Go                      | Ganó      |
| 2012 | Best New Actress                   | Tongniu Award                   | Family on the Go                      | Ganó      |
| 2012 | Outstanding Actress                | LeTV Award                      | Father's Love                         | Ganó      |